# كلزومة أوليفرية
الكَلْزُومَة أو القالوسومة أو الكالوسوما أو جميلة القد الأوليفرية هو نوع جنس الكلزومة في فصيلة خنافس الأرض أو السكوتيات. وصفها بيير دجين عام 1831 